# Westerblokker
Blokker ist eine Ortschaft in der niederländischen Gemeinde Hoorn. Eigentlich besteht die Ortschaft aus Westerblokker und Oosterblokker. Seit einer Gebietsreform in 1979 gehört Westerblokker zur Gemeinde Hoorn und wird seitdem als Blokker bezeichnet. Oosterblokker gehört zur Gemeinde Drechterland.

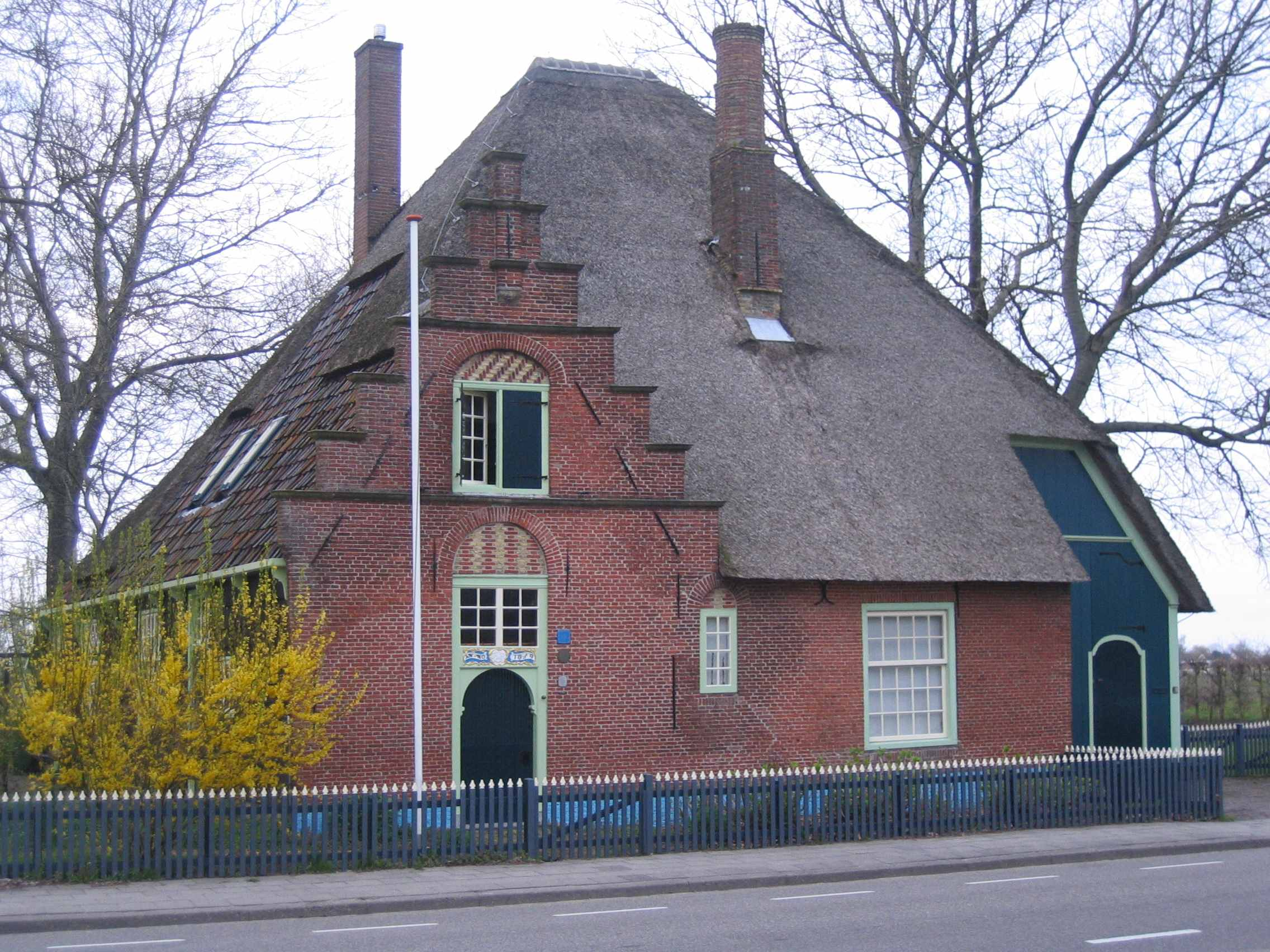
"De Barmhartige Samaritaan". Ein historischer Haubarg in Blokker.
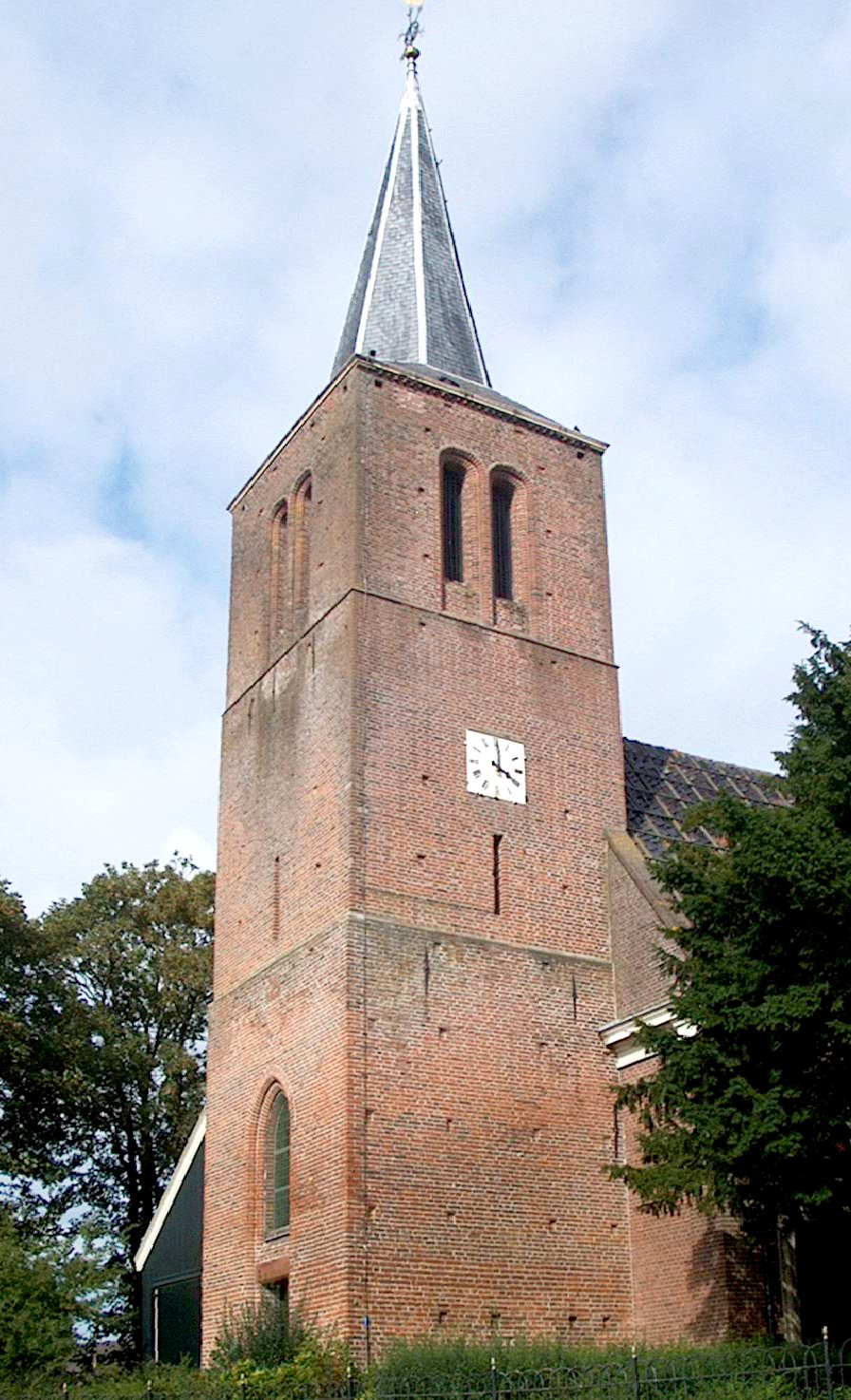
Kirche in Blokker
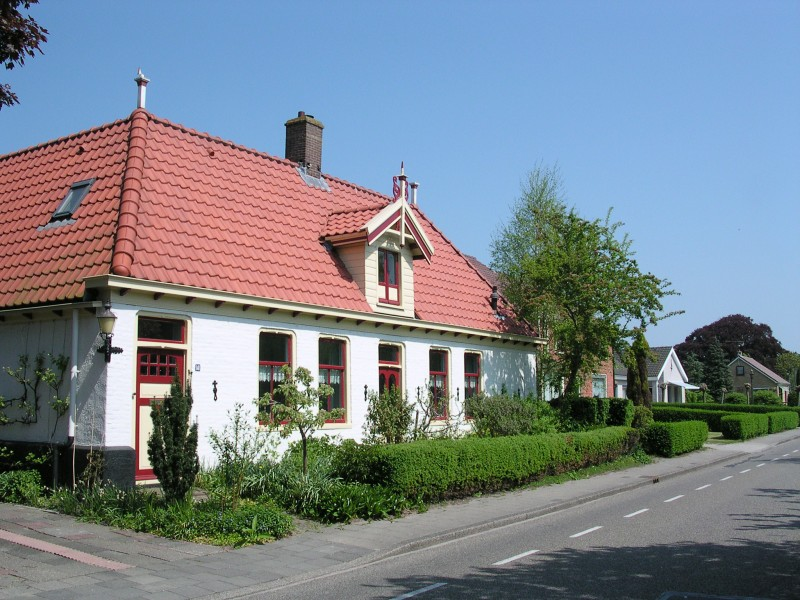
Westerblokker